# Renovação Democrática
Renovação Democrática é o movimento político de oposição ao Ditadura Nacional de Portugal e que eclodiu em Fevereiro de 1932.
Embora não tivesse alcançado grande projecção, reuniu, no seu seio, os mais importantes intelectuais da época, assumindo-se, em
pleno exercício da Estado Novo, como Movimento socializante, laico, reformista e republicano, antiliberal e anticorporativo, que em termos doutrinais, queria continuar a desbravar o caminho iniciado pelo escol da Renascença Portuguesa.
O grupo era integrado por Álvaro Ribeiro, António Alvim, Eduardo Salgueiro e Pedro Veiga, que assinaram em Lisboa, em 1932, a sua carta de apresentação. Contudo, desde a primeira hora, o Movimento contou com a colaboração de destacados membros como Delfim Santos, Manuel Leitão, José Marinho, Mário de Castro, Domingos Monteiro, Lobo Vilela, entre outros.
A maioria dos membros do movimento estava marcado pela ideologia de Leonardo Coimbra e alguns deles desencadearão o chamado movimento da Filosofia Portuguesa. Próximo do grupo está então Agostinho da Silva.
Afirmando-se como movimento social e político, a Renovação Democrática suportou a acção reformista a que se propunha em três Manifestos que lançou, respectivamente, no campo da organização política, no campo da organização económica e no campo da organização pedagógica que, no entender dos seus membros, mais convinham a Portugal.